# Heim ins Reich

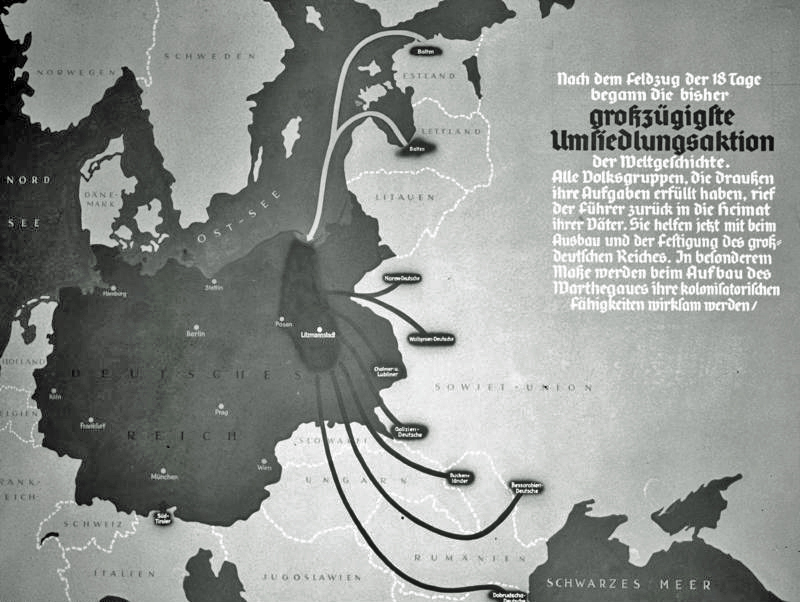
Lokalizacje, z których Hauptamt Volksdeutsche Mittelstelle przesiedlał volksdeutschów na tereny Kraju Warty i Pomorza Nadwiślańskiego

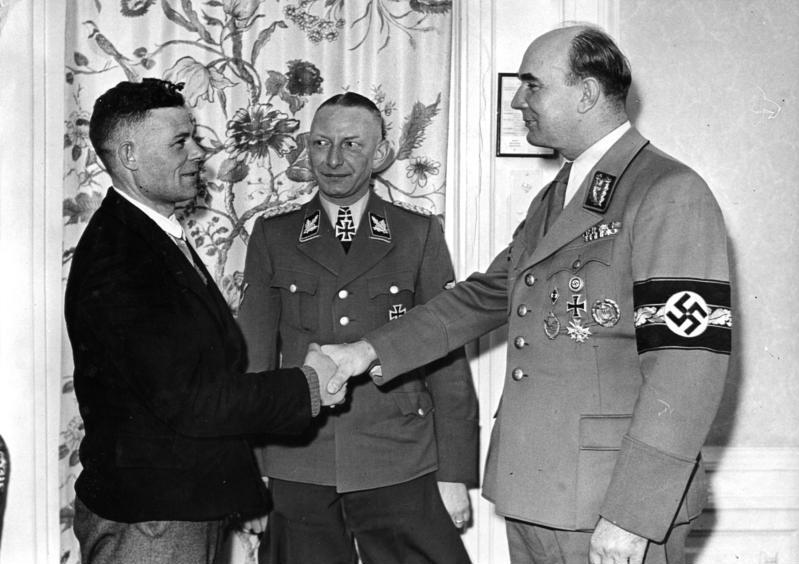
Arthur Greiser wita milionowego Niemca przesiedlonego do Kraju Warty ze wschodniej Europy – marzec 1944; w środku: Heinz Reinefarth

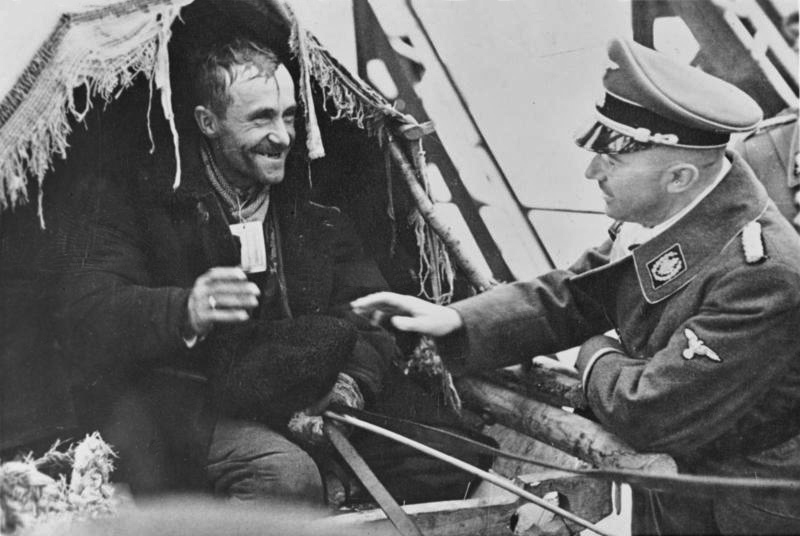
Niemiecki przesiedleniec z Galicji Wschodniej witany przez Heinricha Himmlera

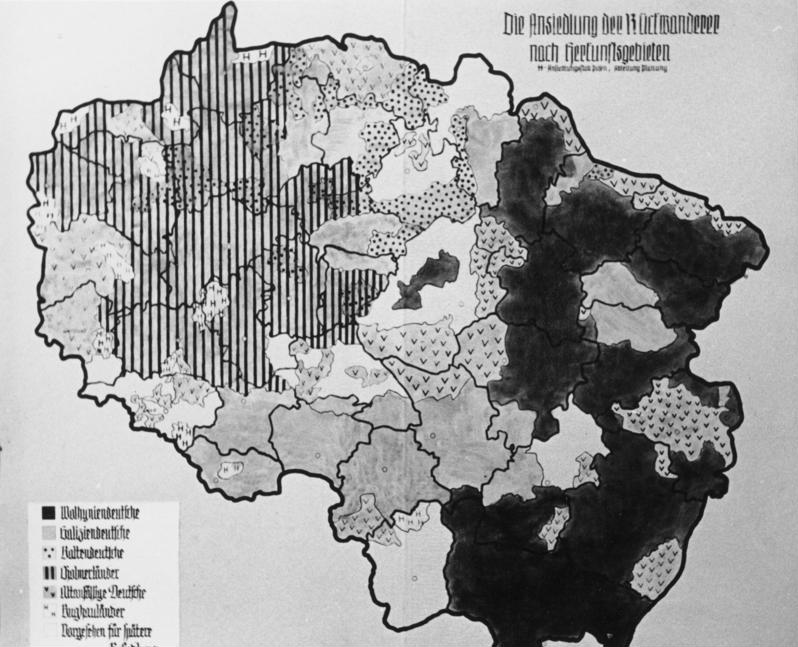
Zasięg akcji osiedleńczej volksdeutschów w Wielkopolsce w ramach Heim ins Reich

Heim ins Reich (wymowaⓘ, pol. Powrót do domu w Rzeszy) – masowe i (teoretycznie) dobrowolne przesiedlenia ludności pochodzenia niemieckiego, tzw. volksdeutschów z obszarów ZSRR, Rumunii i krajów bałtyckich na tereny Niemiec, Generalnego Gubernatorstwa oraz obszary włączone w granice Rzeszy; zaplanowane, zorganizowane i przeprowadzone przez rząd III Rzeszy na podstawie dwustronnych umów międzypaństwowych w latach 1939–1944.

## Przyczyny
Przed wojną przedstawiciele ludności niemieckiej mieszkali w różnych krajach południowej i wschodniej Europy. Osoby określane w III Rzeszy terminem volksdeutschów, to ludność pochodzenia niemieckiego nieposiadająca obywatelstwa niemieckiego, mieszkająca w Polsce, krajach bałtyckich, ZSRR, Rumunii, Czechosłowacji, Bułgarii, Jugosławii, na Węgrzech i we Włoszech. Jednym z celów polityki nazistowskiej było utworzenie Wielkiej Rzeszy Niemieckiej (niem. Großdeutschland), jednolitej narodowo, zamieszkanej tylko przez czystych rasowo Niemców. Dla jej urzeczywistnienia deklarowano przesiedlenia tej ludności z innych państw do Rzeszy Niemieckiej w ramach akcji „Heim ins Reich” (Powrót do domu w Rzeszy). Dla Hitlera to właśnie obrona praw rzekomo prześladowanej mniejszości niemieckiej stała się pretekstem do zajęcia części Czechosłowacji w 1938 roku (Kraj Sudetów).

„(...) całą wschodnią i południowo-wschodnią Europę częściowo wypełniają odpryski niemieckiego narodu. Właśnie w tym leży powód i przyczyna następujących międzypaństwowych konfliktów. W epoce pryncypium narodowości i idei rasowej utopijna jest wiara, iż członkowie wysokowartościowego narodu mogą zostać zasymilowani. Zatem zadaniem perspektywicznego porządku europejskiego życia jest przeprowadzenie przesiedleń, aby tym sposobem zlikwidować część europejskiego podłoża konfliktów”. – Adolf Hitler mowa wygłoszona w Reichstagu 6 października 1939 roku

Kolejną koncepcją, która inspirowała przesiedlenia, był Lebensraum, czyli zdobycie tzw. „przestrzeni życiowej” dla Niemców. Projekty i pierwsze programy osadnictwa Niemców na wschodzie kosztem wypędzeń i deportacji rdzennej ludności rozpoczęto w Niemczech już podczas I wojny światowej (np. koncepcja Mitteleuropa). Stworzenie przestrzeni życiowej dla Niemców było jednym z celów II wojny światowej deklarowanych przez Adolfa Hitlera. Hitlerowcy planowali zdobycie dla Rzeszy terenów po Ural, gdzie po zwycięskiej wojnie miano osiedlić ludzi „krwi czysto nordyckiej”. Aby urzeczywistnić tę ideę, prowadzono dwutorowo przesiedlenia volksdeutschów z terenów innych państw takich jak ZSRR, Rumunia czy państwa bałtyckie oraz jednoczesne wysiedlenia ludności rdzennej z terenów państw podbitych i inkorporowanych do Niemiec, jak części przedwojennych Polski czy Francji. Największą skalę działalność ta przybrała m.in. w tzw. Kraju Warty.
7 października 1939 roku opublikowany został tzw. „Dekret o umocnieniu niemieckości”, który stanowił podstawę prawną do sprowadzenia do III Rzeszy ludności niemieckiego pochodzenia mieszkającej zagranicą. Zapoczątkował on wielką akcję wysiedleńczo-kolonizacyjną, w wyniku której rozpoczęto wysiedlanie obywateli polskich oraz zasiedlanie na ich miejsce volksdeutschów z zagranicy. Punkt pierwszy dekretu stawiał sobie za cel „sprowadzenie do Rzeszy tych Reichs- i Volksdeutschów mieszkających zagranicą, których przewidziano do ostatecznego powrotu do kraju”. W drugim, w zakamuflowanej formie zapowiedziano wysiedlenia jako „zlikwidowanie szkodliwego wpływu takich narodowo obcych grup, które stanowią niebezpieczeństwo dla Rzeszy i niemieckiej wspólnoty”.

## System organizacyjny przesiedleń

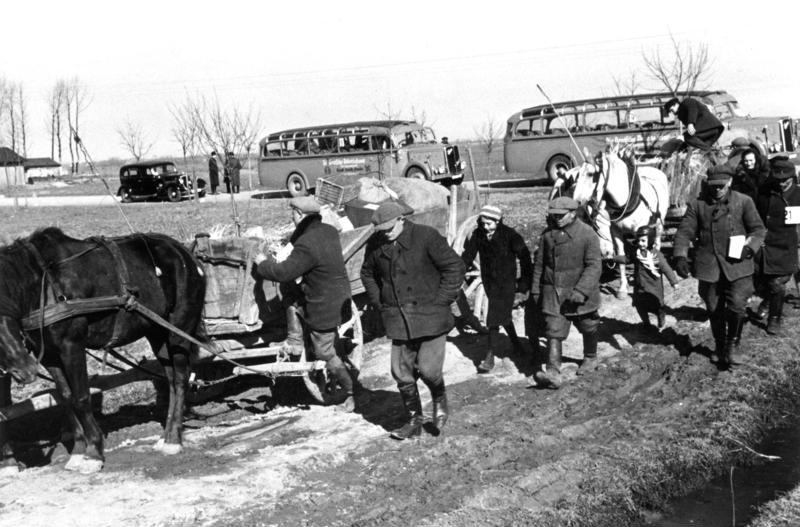
Transport przesiedleńców niemieckich do okupowanej Wielkopolski – maj 1940

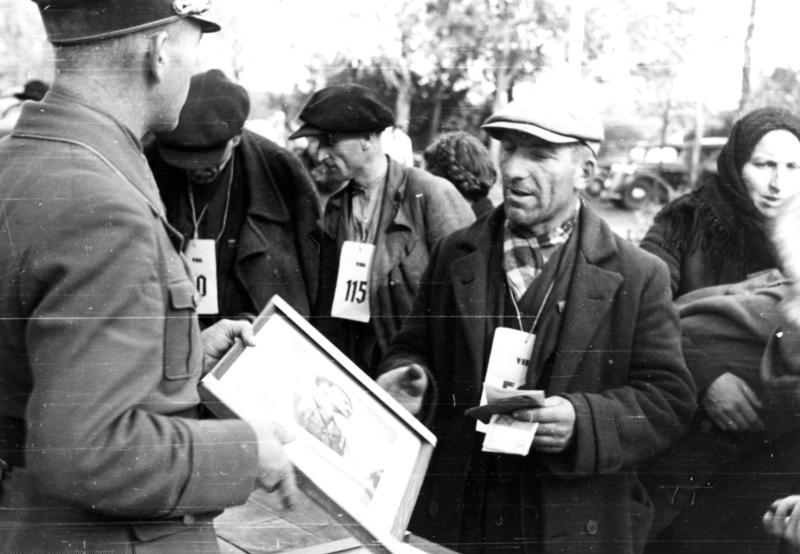
Niemieccy przesiedleńcy z ziemi chełmskiej witani w wielkopolskich Pniewach portretami z Hitlerem

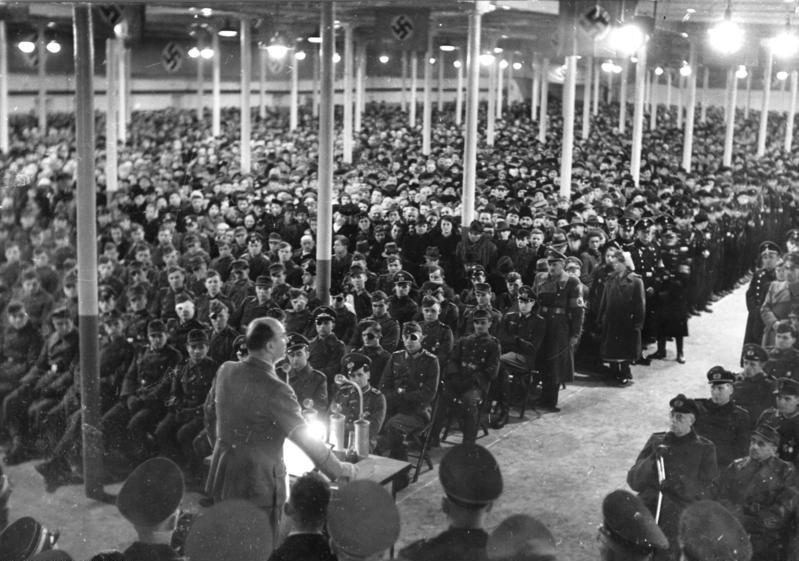
Łódź, marzec 1944 – Arthur Greiser przemawia podczas uroczystości na cześć milionowego Niemca przesiedlonego do Kraju Warty ze wschodniej Europy

W III Rzeszy istniały dwie organizacje zajmujące się przesiedleniami volksdeutschów na tereny okupowane. Pierwszą była organizacja Hauptamt Volksdeutsche Mittelstelle (VoMi) (Główny Urząd Kolonizacyjny dla Niemców etnicznych), a drugą SS-Rasse-und-Siedlungshauptamt (RuSHA) (Główny Urząd do spraw Rasowych i Osiedleńczych SS). Ich celem była germanizacja terenów podbitych za pomocą masowych wysiedleń ludności polskiej i zasiedlanie ich Niemcami. W 1940 roku obie organizacje zostały podporządkowane nowej organizacji nadrzędnej – Komisariatowi Rzeszy do spraw Umacniania Niemczyzny, na której czele stał od jej utworzenia do końca wojny Ulrich Greifelt podlegający bezpośrednio Heinrichowi Himmlerowi. Urząd zajmował się całościowo logistyką działań mających na celu wysiedlenie względnie germanizację ludności autochtonicznej z terenów okupowanych i osiedlenie tam osadników niemieckich, przesiedlanych z Niemiec oraz krajów wschodniej Europy. Opracowywał w tym celu plany strategiczne oraz tworzył akty prawne regulujące te kwestie. Szefem działu przesiedleńczego był Werner Lorenz. Siedziba Urzędu mieściła się w Berlinie-Halensee, Kurfurstendamm 140.

## Przesiedlenia w ramach akcji „Heim ins Reich”

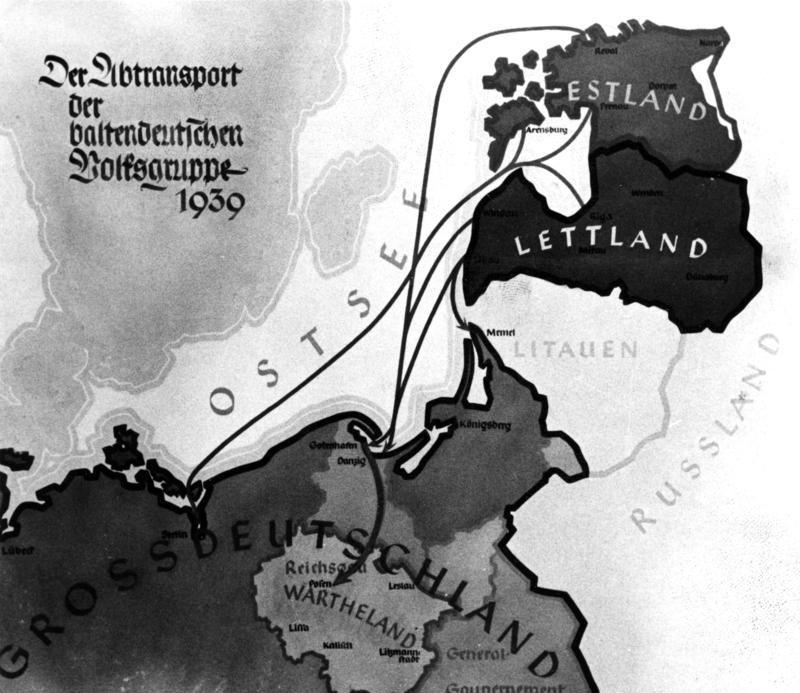
Przesiedlenia Niemców bałtyckich na tereny III Rzeszy i okupowanej Polski

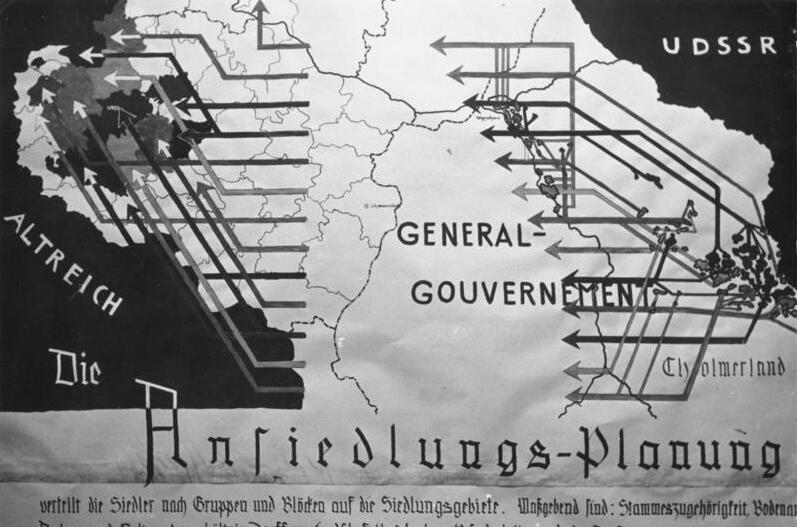
Tereny na Lubelszczyźnie, z których w ramach tzw. Cholmeraktion przesiedlano volksdeutchów do Kraju Warty w miejsca po wysiedlonych Polakach

Pierwsze przesiedlenia Niemców miały miejsce jeszcze na krótko przed wybuchem II wojny światowej. Na podstawie umowy podpisanej między Berlinem a Rzymem w czerwcu 1939 roku przesiedlono około 56 tys. osób pochodzenia niemieckiego z południowego Tyrolu i osiedlono je na terenie Austrii. Kolejne przesiedlenia volksdeutschów nastąpiły po rozbiorze terenów Polski między Rzeszą niemiecką i ZSRR, kiedy to z jednej strony Niemcy włączyli w granice Niemiec Wielkopolskę, Pomorze Gdańskie, polską część Górnego Śląska oraz rejencję łódzką, a z drugiej wschodnia Polska, Łotwa, Estonia i część Rumunii zostały wchłonięte przez ZSRR. Na przełomie października i listopada 1939 roku Niemcy podpisali z ZSRR umowy o przesiedleniach Niemców z terenów Łotwy i Estonii oraz okupowanych przez ZSRR Wołynia i Galicji Wschodniej. W 1940 Niemcy podpisali kolejną niemiecko-radziecką umowę o przesiedleniach z Bukowiny i Besarabii, oraz umowę z Rumunią o przesiedleniach Niemców z południowej Bukowiny i Dobrudży. Przesiedlenia w ramach akcji „Heim ins Reich” były dobrowolne. Niemiecko-radziecki układ o przesiedleniu z Besarabii i Północnej Bukowiny z 5 września 1940 głosił „(...) Chęć przesiedlenia może być wyrażona ustnie bądź pisemnie. Przesiedlenie jest dobrowolne; nie może być przy tym stosowany żaden pośredni lub bezpośredni nacisk”. W latach 1939–1944 miały miejsce następujące przesiedlenia:
- Przesiedlenia z Łotwy i Estonii w latach 1939–1941 objęły według różnych szacunków[czyich?] około 69–76,9 tys. Niemców, z czego większość trafiła na tereny „oczyszczonego z Polaków i Żydów” Kraju Warty oraz Pomorza.
- Przesiedlenia z Litwy w 1941 roku objęły około 51–54 tys. Niemców.
- Przesiedlenia z Wołynia i Galicji Wschodniej w latach 1939–1940. Akcja objęła około 128–136 tys. volksdeutschów z czego około 85 tys. osiedlono w Kraju Warty, a pozostałych w innych częściach III Rzeszy.
- Przesiedlenia z ziemi chełmskiej 1939–1940 – objęły 32,9 tys. Niemców, z czego 19 tys. trafiło do Kraju Warty.
- Przesiedlenia z Północnej Bukowiny w 1940 roku objęły około 64 tys. osób niemieckiego pochodzenia, z czego około 34 tys. trafiły do Kraju Warty.
- Przesiedlenia z Besarabii w 1940 roku objęły około 93,3 tys. Niemców, z czego około 40 tys. trafiło do Kraju Warty.
- Przesiedlenia z Jugosławii w latach 1941–1942 objęły około 36 tys. osób.
- Przesiedlenia z okupowanych części ZSRR w latach 1943–1944 objęły około 250 tys. volksdeutschów, z czego około 244 tys. osiedlono w Kraju Warty.

| Nazwa terytorium                                          | Okres przesiedlenia | Liczba wysiedlonych |
| --------------------------------------------------------- | ------------------- | ------------------- |
| Południowy Tyrol                                          | 1939–1940           | 83 tys.             |
| Łotwa i Estonia                                           | 1939–1941           | 69 tys.             |
| Litwa                                                     | 1941                | 54 tys.             |
| Wołyń, Galicja Wschodnia, Obszar Narwi (Nerewdeutschland) | 1939–1940           | 128 tys.            |
| Generalne Gubernatorstwo                                  | 1940                | 33 tys.             |
| Północna Bukowina i Besarabia                             | 1940                | 137 tys.            |
| Rumunia (Płd. Bukowina i Płn. Dobrudża)                   | 1940                | 77 tys.             |
| Jugosławia                                                | 1941–1942           | 36 tys.             |
| ZSRR                                                      | 1939–1944           | 250 tys.            |
| Razem                                                     | 1939–1944           | 867 tys.            |

## Przygotowania do przesiedleń
„Na naszą wioskę przyszła kolej w dniu 17 stycznia 1940 roku o godzinie 18 (...) Nowi gospodarze przyjechali z Damasławka na wozach w asyście gestapowca Drewsa z Turzy(...) asystowało kilku żandarmów i członków SA. Idąc kolejno od jednego gospodarstwa do drugiego, osiedlali wyznaczonych Niemców. Zaskoczonym niespodziewaną „wizytą” Polakom oświadczano, że z tą chwilą właścicielom gospodarstwa jest taki to a taki Niemiec i że należy natychmiast opróżnić dla niego i jego rodziny odpowiednie pomieszczenia oraz pozostawić następcy na własność: meble, część bielizny, pościele. Wywłaszczonemu Polakowi dawano kilkanaście minut na zebranie tego, co Niemcy uważali za stosowne.(...) W czasie jednej godziny hitlerowcy wyrzucili w ten sposób z ojcowizny piętnastu polskich gospodarzy”. – Stanisław Kabaciński – mieszkaniec Czeszewa w powiecie wrzesińskim.

Przesiedlenia Niemców z południowej i wschodniej Europy były możliwe na tak dużą skalę dzięki wcześniejszym wysiedleniom Żydów oraz Polaków z terenów przedwojennej Polski włączonych w granice III Rzeszy. Równolegle z przesiedleniami Niemców z innych europejskich państw miało miejsce również wysiedlanie obywateli przedwojennej Polski z terenów Wielkopolski, Pomorza, Górnego Śląska, ziemi łódzkiej, Zamojszczyzny, Mazowsza itp. Na Śląsku po decyzji Heinricha Himmlera w połowie 1942 roku utworzono specjalny system obozów koncentracyjnych dla Polaków pod nazwą "Polenlager", służących do przetrzymywania wysiedlanych Polaków, którzy mieli zrobić miejsce dla przesiedlanych w ramach akcji Heim ins Reich Niemców ze wschodu.
- Przesiedleń Niemców ze wschodu, z terenów zajętych przez ZSRR, dokonywano na tereny Kraju Warty po wysiedleniu 680 tys. Polaków i Żydów w latach 1939–1940. W Wielkopolsce osiedlono ponad 50 tys. Niemców z Wołynia, z Galicji – ponad 50 tys., z Podlasia – prawie 10 tys. Zgodnie z porozumieniem z ZSRR, rozpoczęto w 1940 r. politykę „repatriacji” dziesiątek tysięcy Niemców z Besarabii, Bukowiny i innych części Rumunii. Istniały plany sprowadzenia na te tereny Rzeszy Niemców zamieszkujących obie Ameryki.
- Przesiedlenia na Pomorze – według niepełnych danych, podczas okupacji z różnych stron Europy przybyło na Pomorze około 130 tys. Niemców, w tym 57 tys. z Europy Wschodniej[11].
- Przesiedlenia na Zamojszczyznę – powiązane z szeregiem akcji pacyfikacyjnych oraz wysiedleńczych ludności polskiej[12]. Władze III Rzeszy zamierzały osiedlić 60 tys. kolonistów niemieckich, jednak w wyniku oporu polskiego podziemia zdołano osiedlić ich na terenie Zamojszczyzny jedynie 12 tys.

- Przesiedlenia na Żywiecczyznę – w latach 1940–1943 z terenów tych wysiedlono około 20 497 Polaków. W ich domach osiedlono około 10 000 przesiedleńców z Galicji Wschodniej i Bukowiny[13].

W wyniku masowych przesiedleń ponad milion volksdeutschów osiedlono m.in. na terenach należących do przedwojennej Rzeczypospolitej – Pomorza, Kraju Warty, rejencji łódzkiej itp.

### Po II wojnie światowej
Po wojnie Niemcy przesiedlani w latach 1939–1944 ze wschodniej Europy przez rząd narodowosocjalistyczny na tereny okupowanej Polski oraz Generalnego Gubernatorstwa uciekając przed Armią Czerwoną na zachód uzyskali status „wypędzonych”. Prezydent Niemiec Horst Köhler publicznie zdystansował się od tego statusu, gdy również został do nich zaliczony. Jego rodzina została przesiedlona do Rzeszy w roku 1940 z anektowanej przez ZSRR rumuńskiej Besarabii w konsekwencji ustaleń paktu Ribbentrop-Mołotow. W 1942 niemiecka organizacja VoMi osiedliła ich w Skierbieszowie koło Zamościa, skąd dwa lata później, razem z matką i trojgiem rodzeństwa, uciekli przed Armią Czerwoną.